# Joseph Phillips
Joseph Phillips   (24 de març de 1911 - Pune, 13 de novembre de 1987)

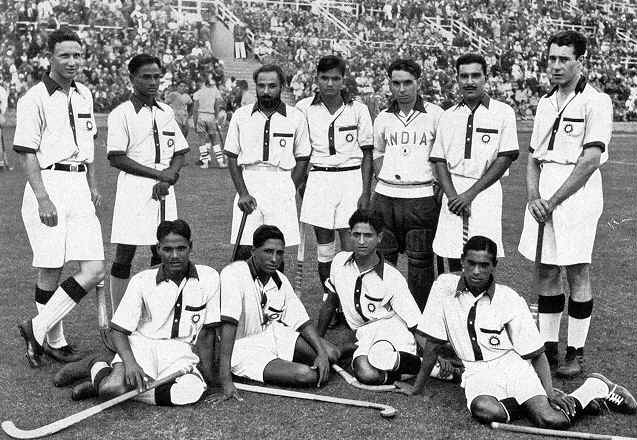
Fotografia de la selecció d'hoquei sobre herba que va participar en els Jocs Olímpics d'estiu de 1936 a Berlín i que guanyà la medalla d'or.

fou un jugador d'hoquei sobre herba indi que va competir durant la dècada de 1930.
El 1936 va prendre part en els Jocs Olímpics d'Estiu de Berlín, on guanyà la medalla d'or en la competició d'hoquei sobre herba.